# Cyathodera
Cyathodera is een geslacht van kevers uit de familie  
kniptorren (Elateridae).
Het geslacht is voor het eerst wetenschappelijk beschreven in 1846 door Blanchard.

## Soorten
Het geslacht omvat de volgende soorten:
- Cyathodera lanugicollis (Candèze, 1859)
- Cyathodera longicornis Blanchard, 1843
- Cyathodera spinipennis Schwarz, 1902